# Hlivceanî, Sokal
Hlivceanî (în ucraineană Хлівчани) este localitatea de reședință a comunei Hlivceanî din raionul Sokal, regiunea Liov, Ucraina.

## Demografie
Componența lingvistică a localității Hlivceanî
     Ucraineană (99,85%)
     Alte limbi (0,15%)
Conform recensământului din 2001, majoritatea populației localității Hlivceanî era vorbitoare de ucraineană (99,85%), existând în minoritate și vorbitori de alte limbi.